# Palaeosiren
Palaeosiren es un género extinto representado por una única especie de lepospóndilo del grupo Aistopoda, que vivió a finales del período Pérmico en lo que hoy es Europa.